# Typ ASP-60-M
Der Typ ASP-60-M ist ein von der Zürichsee-Schifffahrtsgesellschaft genutzter Fahrgastschiffstyp.

## Geschichte
Von dem Typ ASP-60-M wurden für rund sechs Millionen Schweizer Franken drei Einheiten für die Schweizer Zürichsee-Schifffahrtsgesellschaft auf der Werft Ostseestaal in Stralsund gebaut. Der Schiffstyp wurde von dem Unternehmen Ampereship, eine Tochtergesellschaft von Ostseestaal, das auf die Entwicklung von elektrisch angetriebenen Fahrgastschiffen und Fähren spezialisiert ist, entworfen.
Die Schiffe wurden als Schwertransport über die Straße zum Zürichsee befördert. Das erste Schiff wurde im Juni 2022 abgeliefert. Die Schiffe werden seit dem 2. April 2023 in Zürich auf der Limmat eingesetzt und ersetzten die in den 1990er-Jahren gebauten und mit Dieselmotoren angetriebenen Limmatboote. Sie können auch für Veranstaltungen und Sonderfahrten genutzt werden.

## Beschreibung
Die Schiffe werden von zwei Elektromotoren mit jeweils 55 kW Leistung angetrieben, die auf zwei Propellergondeln wirken. Als Energiespeicher stehen Akkumulatoren mit 348 kWh zur Verfügung. Die Akkumulatoren werden nachts geladen.
Die Höhe über der Wasserlinie beträgt circa 1,55 m, um auch die flachen Brücken über der Limmat unterqueren zu können.
Die Schiffe verfügen über einen Fahrgastraum mit seitlichen Sitzbänken. An den Seiten und im Dach befinden sich Fenster, die den Fahrgästen einen guten Panoramablick erlauben. Im vorderen Bereich der Schiffe befindet sich der Steuerstand.